# آيبرك بيكجان
آيبرك بيكجان (بالتركية: Ayberk Pekcan)‏ (22 مايو 1970 – 24 يناير 2022) ممثل تركي، اشتُهر بشخصية السيد أرتوك في مسلسل قيامة أرطغرل كما شارك في مسلسل وادي الذئاب بالإضافة لعدة أعمال أُخرى.

## وصلات خارجية
- آيبرك بيكجان على موقع IMDb (الإنجليزية)
- آيبرك بيكجان على موقع قاعدة بيانات الأفلام العربية
- آيبرك بيكجان على موقع ألو سيني (الفرنسية)
- آيبرك بيكجان على موقع أول موفي (الإنجليزية)
- آيبرك بيكجان على موقع قاعدة بيانات الأفلام السويدية (السويدية)
- آيبرك بيكجان على موقع قاعدة بيانات الفيلم (الإنجليزية)
- آيبرك بيكجان على موقع كينوبويسك (الروسية)